# 刺激惹起性多能性獲得細胞
刺激惹起性多能性獲得細胞（しげきじゃっきせいたのうせいかくとくさいぼう）は、動物の分化した細胞に弱酸性溶液に浸すなどの外的刺激を与えて再び分化する能力を獲得させたとして発表された細胞である。この細胞をもたらす現象を刺激惹起性多能性獲得（英: Stimulus-Triggered Acquisition of Pluripotency）と言う。
刺激惹起性多能性獲得細胞は、この現象の英語名から、論文内での略称や一般の呼称としてはSTAP細胞（スタップさいぼう、英: STAP cells）と呼ばれる。同様に、現象についてはSTAP現象（スタップげんしょう、英: STAP）、STAP細胞に増殖能を持たせたものはSTAP幹細胞（スタップかんさいぼう、英: STAP stem cells）とされる。また、胎盤形成へ寄与できるものはFI幹細胞と呼ばれる。
2014年1月に小保方晴子（理化学研究所）と笹井芳樹（理化学研究所）らが、チャールズ・バカンティ（ハーバード・メディカルスクール）や若山照彦（山梨大学）と共同で発見したとして、論文2本を学術雑誌ネイチャー（1月30日付）に発表した。発表直後には、生物学の常識をくつがえす大発見とされ、小保方が若い女性研究者であることもあって、世間から大いに注目された。
しかし、論文発表直後から様々な疑義や不正が指摘され、7月2日に著者らはネイチャーの2本の論文を撤回した。その後も検証実験を続けていた理化学研究所は、同年12月19日に「STAP現象の確認に至らなかった」と報告し、実験打ち切りを発表。同25日に「研究論文に関する調査委員会」によって提出された調査報告書は、STAP細胞・STAP幹細胞・FI幹細胞とされるサンプルはすべてES細胞の混入によって説明できるとし、STAP論文は「ほぼ全て否定された」と結論づけられた。

## 研究の特徴

### 研究の着想
研究の着想は「植物のほか、動物の中でもイモリは傷つくなど外からの刺激をきっかけに、万能細胞化して再生する。ヒトを含めた哺乳類でも同様のことが考えられないか」という素朴な疑問にあるとされた。小保方が大学院時代に留学したハーバード大学医学大学院のブリガムアンドウィメンズ病院麻酔科教授のチャールズ・バカンティらは、成体内に小型の細胞が極少数存在し、これが休眠状態の多機能細胞ではないかとの仮説を唱えていた（胞子様細胞）。小保方はこの研究室で組織細胞をガラスの細管に通して小型細胞を選別する実験を行った。この実験で小型の幹細胞は取り出せるが、元の組織には幹細胞が観察されないこと、繰り返し細管に通すと少しずつ小型の幹細胞が出現することなどを知った。小保方は「小さい細胞を取り出す操作をすると幹細胞が現れるのに、操作しないと見られない。幹細胞を『取り出している』のではなく、操作によって、『できている』という考えに至った」と話している。

### 主張された意義
従来、遺伝子の導入などによらず、外的刺激を与えることのみで、動物細胞の分化した状態を無効にして初期化（リプログラミング）し、万能細胞にすることはできないとされていたため、STAP細胞の発見は生命科学の常識を覆す大発見とされ、細胞初期化原理の解明や医療への応用が期待された。ここで外的刺激とは細胞を弱酸性溶液（pH5.7）に短時間浸すというような簡単な処理であるとされた。

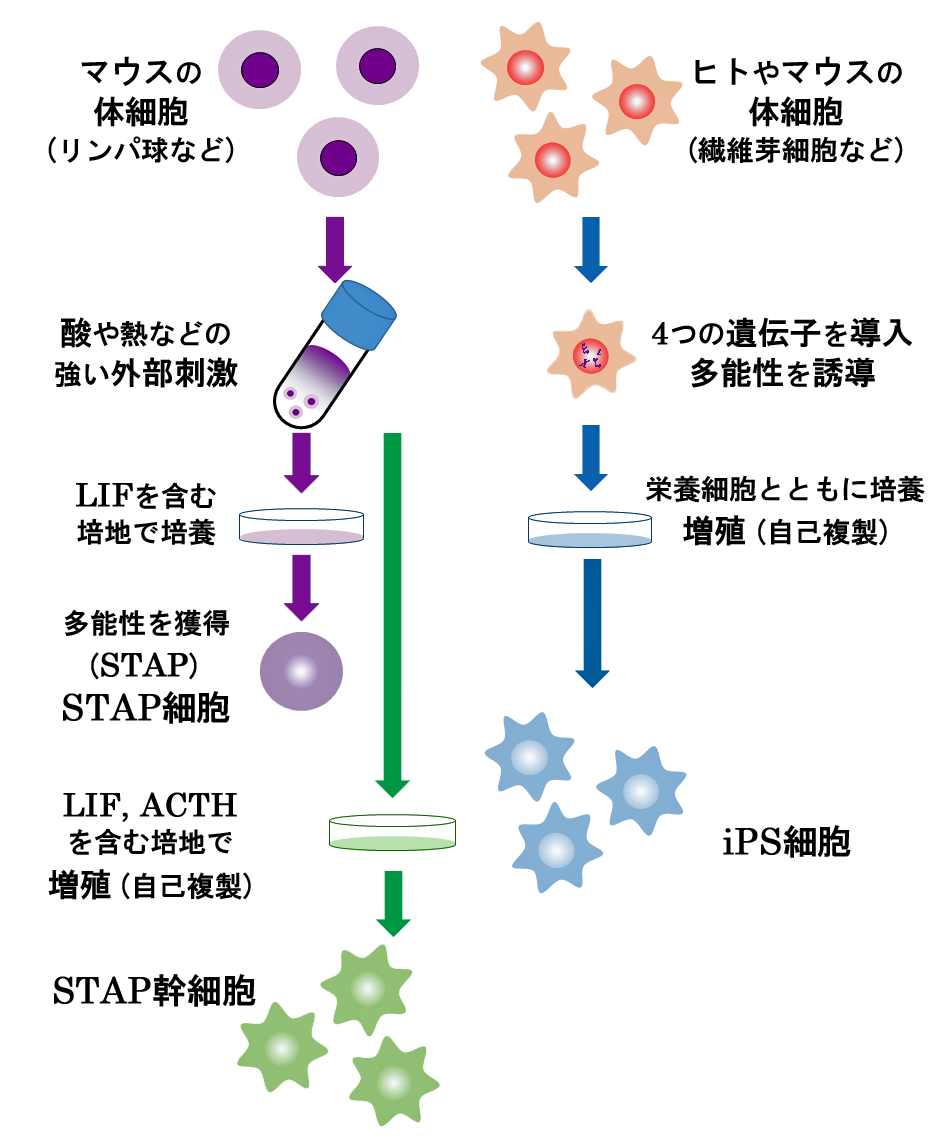
論文で主張されているSTAP細胞・STAP幹細胞の特徴をiPS細胞の特徴と比較したもの。

また、発表当初はiPS細胞と比較したSTAP幹細胞の優位性についても強調された。しかし、iPS細胞の発見者である山中伸弥により反論され、理化学研究所も「誤解を招く表現があった」として、3月18日には当初の主張を撤回している。しかし、最初の会見時に記者に配布された解説図は iPS 細胞の樹立確率を1%としており、これを「牛が無理やり細胞を引きずる」絵で表現しているのに対し、STAP 細胞の樹立については「魔法使いが簡単に高い確率で一瞬で STAP 細胞を作った」絵を用いており、誤解というよりは、明らかに iPS 細胞に対する優位性を主張していた。
STAP細胞はiPS細胞とは異なり、体内での臓器再生等、別の可能性があることが期待されていた。また、小保方は細胞初期化を制御する原理が解明できれば、細胞の状態を自在に操作可能な技術につながると語り、山中も初期化のメカニズムに迫るにあたって有用だとしていた。
また、共著者の一人である東京女子医科大学教授の大和雅之は、外的刺激による初期化は生物が生存のために環境に適応する進化的意味合いを持つとし、未知の生命現象が解決する可能性や生物学におけるインパクト、波及効果を指摘していた。

### 懸念された問題点
STAP細胞は胎児にも胎盤にもなれることから、多能性細胞を越える「全能性細胞」であるかもしれないと言われていた。もし人間でも作成することができ、それが全能性を持っていた場合、子宮に移植することにより人間そのものができてしまう可能性があり、それに伴う倫理的問題が指摘された。チャールズ・バカンティはマウスの胎盤にSTAP細胞と主張する細胞の細胞塊を注入する実験を行い、胎児に育つことを期待したと言われている。現在はマウスでの研究段階であるが、もし人でも全能性を持つSTAP細胞が作れるとすれば完全なクローン人間を作れることになり、中絶反対派などとの論争が懸念された。また、生存中の人間と同じ遺伝子情報を持つ別の人間が存在してしまうことになるが、これは体細胞由来のiPS細胞やクローンES細胞でも同様に起こり得る問題である。このような問題はイギリスの科学雑誌「NewScientist」を中心に取り上げられた。

## 研究の詳細

### 撤回された論文の要旨

#### 刺激によるSTAP細胞の生成
小保方らは、まず未分化細胞で特異的に発現するOct4遺伝子の挙動を観察した。Oct4プロモーターの下流にGFP遺伝子配列を繋いだコンストラクトをマウスに導入し、Oct4の挙動（正しくはOct4プロモーターが活性化されたかどうか）がGFPの蛍光によって可視化出来るシステムを構築した（いわゆるレポーターアッセイである）。このOct4::GFPマウスのリンパ球を使用し、細胞外環境を変えることによる細胞の初期化の状況を解析した。細いガラス管に通すという物理刺激を与えたり、毒素（細胞毒素ストレプトリジンO）で細胞膜に穴をあけたり、飢餓状態にしたり、熱刺激を与えたりなどさまざまな方法を試した結果、酸性溶液による細胞刺激が最も有効であることを発見した。小保方らの試行では、生後1週のマウス脾臓のリンパ球をpH 5.7、37℃の酸性溶液に25分浸して刺激を与え、B27と多能性細胞の維持・増殖に必要な増殖因子である白血病阻止因子（LIF）を含むDMEM/F12培地に移して培養する方法が、最も効率的にSTAP細胞を作製できた。

#### STAP細胞における多能性の検証
次に、小保方らは、生きた細胞を長時間培養しながら顕微鏡で観察するライブイメージング法で7日間にわたって解析を行った。その結果、得られる未分化の細胞は、分化したリンパ球が初期化されたものであり、試料に含まれていた未分化の細胞が酸処理を経て選択されたものではないことを示唆した。遺伝子解析を実施してOct4陽性細胞を検証した結果、Oct4陽性細胞のT細胞受容体遺伝子に、リンパ球T細胞が分化した時に生じる特徴的な遺伝子再構成であるTCR再構成が検出された。このことから、Oct4陽性細胞は、T細胞に一度分化したリンパ球由来の細胞を酸性溶液処理で初期化して得られたものであり、Muse細胞のような既存の多能性幹細胞が酸性溶液処理によって選択されたものではないことを検証した。また、このOct4陽性細胞は、Oct4以外にも多能性細胞に特有のSox2、 SSEA1、Nanogといった遺伝子マーカーを発現していた。さらにOct4陽性細胞は3胚葉組織への分化能を持っていた。その後、小保方らは、脳・皮膚・骨格筋・脂肪組織・骨髄・肺・肝臓・心筋などの組織の細胞についても同様に処理し、いずれの組織の細胞からもSTAP細胞が産生されることを確認した。

#### STAP幹細胞・FI幹細胞の培養
また、LIFと副腎皮質刺激ホルモン（ACTH）を含む培地を用いることにより、多能性と自己複製能を併せ持つ細胞株を得る方法が確立された。これがSTAP幹細胞と呼ばれるものである。STAP幹細胞は胎盤組織への分化能を持たないが、STAP細胞の培養条件を変え、栄養膜幹細胞の作製法と同様にFgf4を含む培地で長期間の接着培養することにより得られた幹細胞（FI幹細胞またはFGF4誘導幹細胞）からは胎盤を誘導することができた。

### 論理の破綻と矛盾

#### STAP幹細胞にはTCR遺伝子再構成が認められなかった問題
2014年1月30日発表のアーティクル論文では分取できたリンパ球系のSTAP細胞にTCR遺伝子再構成が認められ、培養条件を変えることによりそのSTAP細胞からSTAP幹細胞を樹立できたと報告し、『体細胞の分化状態の記憶を消去し初期化する原理を発見』したとしていた。しかし、プロトコル・エクスチェンジの中で、8クローンのSTAP幹細胞を調査したところ、いずれにおいてもTCR遺伝子再構成が認められなかったことが公表されたことにより、STAP幹細胞が分化した体細胞に由来したと主張する証拠が無いことが判明した。
若山照彦はこのことについて、「STAP細胞が出来た重要な証拠の1つである特定の遺伝子の変化について、論文発表前、研究チーム内では『変化がある』と報告され、信じていたが、先週、理化学研究所が発表した文書の中では、変化はなかったと変わっていた」とし「STAP細胞の存在に確信がなくなった」と述べた。3月10日、若山はこの矛盾を始めとして、STAP細胞が3胚葉組織への分化能を持つことを示す画像が博士論文と酷似していた事実を受けて、論文の撤回を呼び掛けた。
2014年6月10日、理化学研究所発生・再生科学総合研究センターの自己点検検証委員会（CDB 自己点検検証委員会）は、小保方晴子、丹羽仁史、笹井芳樹が、2014年1月30日のアーティクル論文発表の1年前の2013年1月時点で、STAP幹細胞にTCR遺伝子再構成がなくなっていたという結果を共有していたが、STAP幹細胞にTCR遺伝子再構成がないことを記載せずネイチャーに発表していたことを報告した。

#### 公開遺伝子データ解析により明らかにされた矛盾
理化学研究所統合生命医科学研究センター上級研究員の遠藤高帆は、小保方らのレター論文の発表に付随してWEB上で公開されていたmRNAの配列データの一塩基多型（SNP）を解析することにより以下の結論を得、9月21日、日本分子生物学会の英文誌 Genes to Cells 上で発表した。
FI幹細胞
FI幹細胞（FGF4誘導幹細胞）のものとされるmRNAデータが、ES細胞が9割、胎盤になる能力のある幹細胞であるTS細胞が1割が混ざった特徴を持っていた。
STAP細胞
STAP細胞のmRNAの発現量をSMARTerを使用して解析したデータにおいて、これを分析した結果、ほぼすべての細胞に8番染色体が通常の2本より1本多くなる「トリソミー」と呼ばれる異常のあることが示された。この異常を起こしたマウスは、通常は胎児の段階で死亡することから、生後1週間ほどのマウスからリンパ球を採取してSTAP細胞を作ったとする小保方らの主張と合致しない。
なお、8番染色体のトリソミーは、すでに研究で広く使われているマウスのES細胞を長期間培養するとしばしば起きる異常としても知られている。
多能性を示す指標遺伝子
STAP細胞のmRNAの発現量をTruSeqを使用して解析したデータにおいて、多能性を示す指標遺伝子がまったく転写されていなかった。従前よりSTAP細胞作成の根拠の一つとされる蛍光が、指標遺伝子の発現によるものではなく、死にかけた細胞がよく発する自家蛍光ではないかと指摘されていたが、それを補強する結果であった。また、SMARTerで解析した結果と一致せず、STAP細胞とされるものが2種類存在したことになる。

#### ドナーマウスとSTAP幹細胞の間の重大な矛盾
論文撤回理由として以下の説明のつかない重大な矛盾があることが報告された。ドナーマウスとSTAP幹細胞では違う染色体にGFP遺伝子が挿入されていた。また、そのGFP遺伝子はドナーマウスはホモ接合であるのに、STAP幹細胞はヘテロ接合であった。

### 研究不正の認定と研究の実態

#### 理化学研究所調査委員会最終報告
2014年4月1日、理化学研究所は研究論文の疑義に関する調査最終報告を公表し、2項目について不正と認定した。
1. アーティクル論文 の Figure 1i[37]（TCR再構成を示すDNAゲル電気泳動の画像）に認められた切り貼り（改竄）[69]。
2. アーティクル論文 の Figure 2d, 2e[41]（STAP細胞が3胚葉組織への分化能をもつことを示すものとして掲載された組織の蛍光顕微鏡画像）と小保方の博士論文に使用された画像との間に認められた一致（捏造）[69]。

#### 論文の撤回とその理由
画像や解析結果の誤りなどにより、7月2日にネイチャーに投稿された論文は撤回に追い込まれ、「STAP現象全体の整合性を疑念なく語ることは現在困難」などの著者らのコメントも発表された。
撤回理由は調査委員会が調査した疑義や不正認定した2枚の画像に加え、1) レター論文のキメラ胚の写真において、ES細胞由来とSTAP細胞由来の写真がともにSTAP細胞由来のものであったこと、2) アーティクル論文の2倍体キメラ胚の写真に、4倍体キメラ胚の別の写真が使用されていたこと、3) デジタル画像処理によるものを「長時間露光」と誤って記載していたこと、4) レター論文のSTAP細胞とES細胞の図において、ラベルが逆になってしまっていたこと、5) 『ドナーマウスと報告された
STAP幹細胞では遺伝背景と遺伝子挿入部位に説明のつかない齟齬がある。』、の5点があげられている。

#### 理化学研究所 研究論文に関する調査報告書
2014年12月25日、理化学研究所は研究論文に関する調査報告書を公表し、以下のように結論した。
1. STAP幹細胞およびFI幹細胞は、ES細胞由来である[81]。
2. STAP細胞やSTAP幹細胞由来のキメラは ES細胞由来である可能性が高い[82]。
3. STAP細胞から作製されたテラトーマは、ES細胞に由来する可能性が高い[83]。
4. アーティクル論文Fig.5c（細胞増殖曲線）[34]およびFig.2c（DNAメチル化解析）[41]のデータの捏造を認定[84]。

## 実験手技と追試結果

### 公表されていた実験手技解説

#### 理化学研究所によるプロトコル
実験手技要旨に加え、理化学研究所は2014年3月5日に、より詳細な実験手技解説を公開した。なお、アーティクル論文とレター論文の取り下げに伴い、この実験手技解説も7月2日付けで取り下げられている。
このプロトコル・エクスチェンジには、「単純に見えるが、細胞の処理と培養条件、さらに細胞個体群の選択に、とりわけ慎重さを要する」という「注意書」があり、カリフォルニア大学デービス校准教授のポール・ノフラーは、これは「STAP細胞は作るのがきわめて難しい」と同義だと指摘した。また、ウォール・ストリート・ジャーナル紙も、プロトコル・エクスチェンジが、元の論文と矛盾するとした。

#### チャールズ・バカンティらによるプロトコル
更に同年3月20日には、細いガラス管に通した後で弱酸性液に浸す改善版実験手技を、チャールズ・バカンティらが公表した。これについて、ノフラーは「作製効率や検証方法が書かれておらず、筆者が誰かの明示がない。実際に作製できるかは疑問」と指摘した。同年4月9日には、米国の幹細胞学者でマサチューセッツ工科大学教授であるルドルフ・イエーニッシュが、STAP細胞の作製法を今すぐ公開すべきだとし、既報の作製法が既に4種類も存在するのは異常だと指摘した。
なお、この実験手技についてチャールズ・バカンティと小島宏司は、同年9月3日に連名でさらなる修正版を発表した。簡単に作成できるという発言を撤回し、ATPを加えることに言及している。

### 酸刺激による実験手技の追試
論文が公開されるまでに、論文共著者の若山照彦は再現実験を山梨大学で数十回実施したが一度も成功しなかった。理化学研究所発生・再生科学総合研究センター内で、小保方以外の人物が独立に成功したことはなかったという。
また、ポール・ノフラーはウェブサイトにて世界の研究者たちに呼びかけてSTAP細胞作製の追試のデータを集め、2014年2月14日から2月19日に間に様々な細胞で試行された10件の報告が寄せられた。その中には追試に成功したという報告は無い。マウス胎児線維芽細胞で追試を試み、多くの自家蛍光が見られたと報告した関西学院大学の関由行は、「いくら詳細な手順が示されているといっても、論文のデータの信頼性が失われた中では再現に取り組みようがない」と述べた。
近畿大学ではリンパ球ではなく線維芽細胞を対象として約30回、細胞を酸に浸す実験に取り組んだ。細胞塊が出現し、万能細胞特有の遺伝子が微弱に反応して発光も見られたものの、発光には緑色だけでなく赤色の光も含まれていた。発光は死細胞の自家蛍光で、遺伝子の反応は極めて微弱で不十分なものであり、STAP細胞の再現には至っていない。また、9月に発表されたバカンティ・プロトコルで言及されたATPを酸に追加することも試したが、失敗している。

### 酸と機械的刺激を組み合わせた実験手技の追試
2014年4月1日、香港中文大学教授の李嘉豪は、チャールズ・バカンティ発表の実験手技に基づく追試において、対照実験として研和のみを与えた細胞で予期しなかった多能性マーカー（Oct4、Nanog）の発現を確認したが、多くの細胞が死んだことや、多能性マーカーの発現量が多能性細胞に比べて10分の1以下だったことから、細胞死に伴う無秩序な遺伝子発現による副産物であろうと論じ、STAP細胞の一部の過程の再現との解釈に否定的な見解を示した。李は「研和のみの操作は難しくないので他の研究室でも試せないだろうか」「個人的にはSTAP細胞は実在しないと考える。労力財力の無駄なので、これ以上の追試はしない」と述べ、同グループは追試の結果を論文にまとめてオンライン誌で発表した。

### 理化学研究所における検証実験

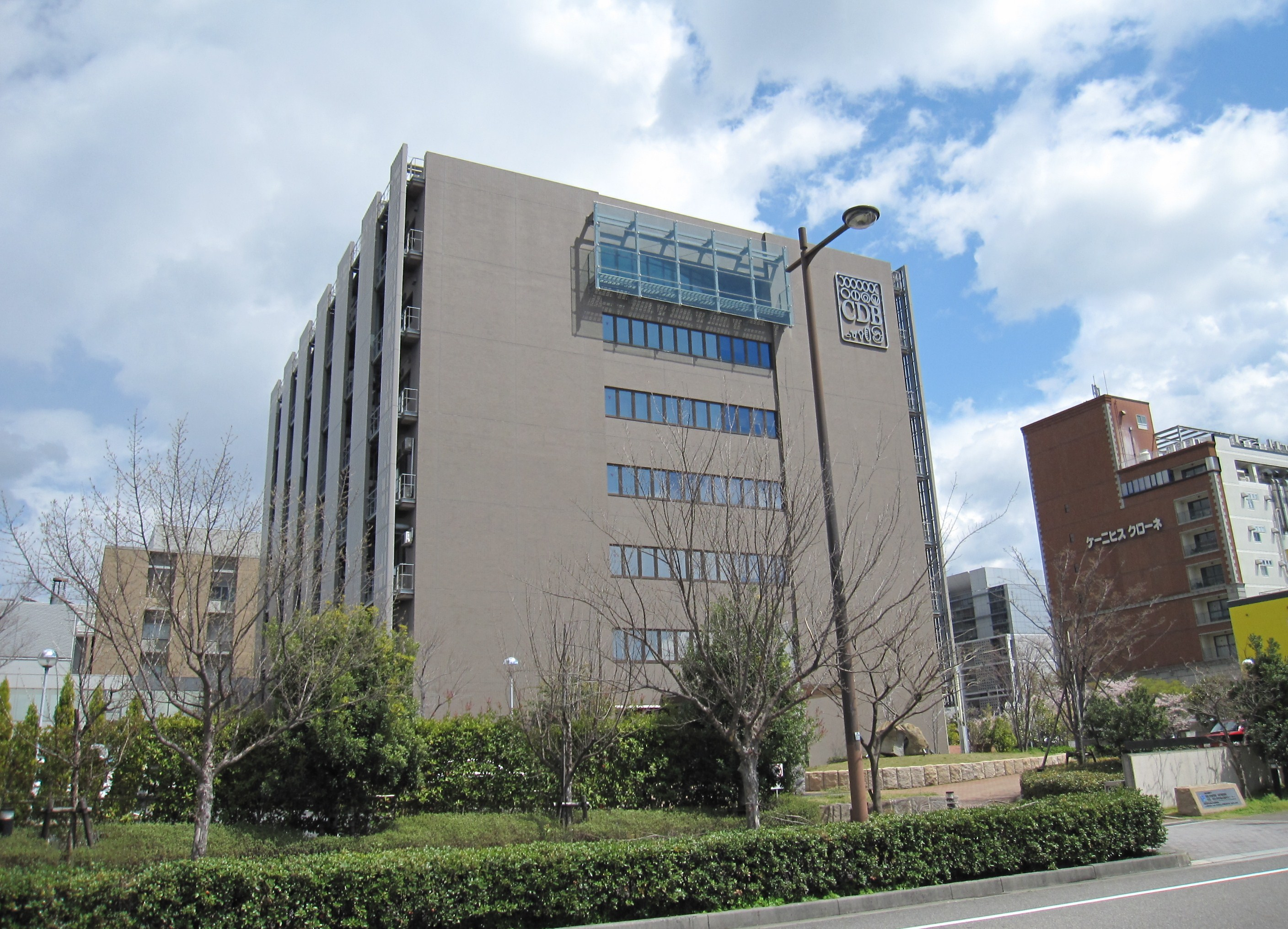
理化学研究所 発生・再生科学総合研究センター

2014年4月以降、理化学研究所はSTAP現象の検証チームを立ち上げた。チームは相沢慎一・丹羽仁史を中心として小保方は除外した形で構成され、翌年3月を期限として論文に報じられていたプロトコルでのSTAP現象の再現を試みた。また、7月からはこれとは別に小保方にも11月末を期限とした単独での検証実験を実施させた。同年8月27日の中間発表の段階では、論文に記載されているプロトコルでのSTAP細胞の出現を確認することはできなかった。同年12月19日、理化学研究所は、検証チーム・小保方のいずれもSTAP現象を再現できなかったとし、以下の検証結果を発表し、実験打ち切りを発表した。
検証実験に用いたマウスの遺伝子系統、リンパ球を採取する部位、弱酸性溶液の種類
検証実験では、生後5〜10日目の、Oct-GFPを導入した2種類の遺伝系統のマウス：C57BL/6〔以下、B6〕とF1(C57BL/6×129)〔以下、F1〕の、脾臓・肝臓・心臓の3部位から採取したリンパ球を用い（小保方実験では脾臓）、HClとATPの2種類の弱酸性溶液で処理する、の組み合わせでSTAP現象の再現を試みた。また、対照実験として弱酸性処理なしの試料でも実験した。
STAP細胞様細胞塊の出現数の検証
HCl処理、ATP処理いずれも多くの細胞塊でGFP遺伝子発現による緑色蛍光が確認されたが（以下、STAP細胞様細胞塊）、個々の細胞レベルでは10/106播種細胞ほどしか光っておらず（小保方実験）、撤回論文報告の数百/106とは異なっていた。
また、STAP細胞様細胞塊の出現率がマウス系統の違いにより異なるかを検証したが、出現率は、B6で78%(8/28)、F1で44%(4/9)と、有意な差ではなかった（小保方実験）。
別途、フローサイトメーターでも解析したが、19回の酸処理のうち17回はCD45-GFP+の有意な遺伝子発現が認められなかった（小保方実験）。
多能性細胞特異的分子マーカーによる検証
緑色蛍光および赤色蛍光の分離検出、DAPI、E-カドヘリン、Oct3/Oct4の多能性細胞特異的分子マーカーの遺伝子発現の確認を行った。
しかし、小保方実験、検証チーム実験とも成果は乏しく、理化学研究所として「細胞塊が有する緑色蛍光を自家蛍光と区別することも困難で、その由来を判定することは出来なかった。」と帰結する結果だった。
キメラ形成能の検証
キメラ形成能の確認（マウス実験）については、小保方実験、検証チーム実験共に、検証チームの同じ研究員が実験を担当した。
小保方実験では、48回の独立の実験で得られた1,615の移植細胞塊のうち、845の着床後胚を得たが、リプログラミングを有意に示す（GFP陽性細胞を含む）キメラを形成した胚は0だった。
検証チーム実験では、8回の独立の実験で得られた244の移植細胞塊のうち、117の着床後胚を得たが、リプログラミングを有意に示すキメラを形成した胚は0だった。
幹細胞株の樹立
検証チーム実験では、14回の独立の実験で得られた492のSTAP細胞様細胞塊のLIF/ACTH含有培地での培養を試み、3が増殖したが、継代培養に成功したものは0だった。
FI幹細胞を再現できるかについては、検証チームのみが8回試みたが、得られた細胞株は0だった。

## 学術界の反応
- 理化学研究所が設置した外部有識者による「研究不正再発防止のための改革委員会」は、2014年6月12日、理研CDBの構造的問題を指摘し、早急に解体すべきとしつつ、再現実験と研究不正の追及の双方を提言した[105][106]。
- 日本分子生物学会は、2014年7月4日、声明の中で、再現実験を優先して「論文不正に対して適切な対応をしないこと」は「国民に対する背信行為」であると非難し、「今回の研究不正問題が科学者コミュニティーを超えて広く国民の関心を惹くことに至ったのは、論文発表当初に不適切な記者発表や過剰な報道誘致が為されたことに原因があり、それらは生命科学研究の商業化や産業化とも関係していると考えられる。」と言明した[107]。
- 日本学術会議は、2014年7月25日、声明の中で「研究全体が虚構であったのではないかという疑念を禁じ得ない段階に達している。」と述べ、小保方晴子を加えた再現実験の開始と、懲戒の先送りに対し「この再現実験の帰趨にかかわらず、理研は保存されている関係試料を速やかに調査し、取り下げられた2つの論文にどれだけの不正が含まれていたかを明らかにするべき」、「そこで認定された研究不正に応じて、関係者に対する処分を下すことは、この事案における関係者の責任を曖昧にしないという意味で重要」とし、「関係試料の速やかな調査による不正の解明と、関係者の責任を明確にすることを要望」した[108]。
- 山中伸弥は、2014年12月22日、「この騒動から学んだことは、生データの保存の大切さだ」と述べ、「個人に任せるのではなく、組織として未然に防ぐ体制を敷いていくしかない。理想論では無理だ。」と話した[109]。
- アメリカの科学雑誌The Scientist（英語版）の「2014年の論文撤回トップ10」においてSTAP論文が挙げられており、2014年の論文撤回を語る上で外せないものとしている[110]。一方、ディオバン事件や匿名Aによる論文大量不正疑義事件、Ordinary_researchersが告発した東京大学医学部の事案に比べればSTAP論文の撤回騒ぎは重大ではないだろうとする専門家の意見もある[111][112][113][114][115][116]。

## 公表文献・公開情報撤回論文
- Obokata, H.; Wakayama, T.; Sasai, Y.; Kojima, K.; Vacanti, M. P.; Niwa, H.; Yamato, M.; Vacanti, C. A. (2014-07-02). “Retraction:Stimulus-triggered fate conversion of somatic cells into pluripotency”. Nature 505:  641-647.
- Obokata, H.; Sasai, Y.; Niwa, H.; Kadota, M.; Andrabi, M.; Takata, N.; Tokoro, M.; Terashita, Y.; Yonemura, S.; Vacanti, C. A.; Wakayama, T. (2014-07-02). “Retraction:Bidirectional developmental potential in reprogrammed cells with acquired pluripotency”. Nature 505:  676-680.
- Obokata, H.; Sasai, Y. ; Niwa, H. (2014-03-05). “Essential technical tips for STAP cell conversion culture from somatic cells”. Protocol Exchange.

### 特許出願文献
- Vacanti, C. A. et al. (2013年10月31日). “Generating pluripotent cells de novo WO 2013163296 A1”. 2014年2月5日閲覧。（英語）（国際特許公開、優先日：2012年4月24日、出願日：2013年4月24日、公開日：2013年10月31日）
  -  (PDF) US 61/637,631（英語） - 米国仮特許出願（出願日：2012年4月24日）
  -  (PDF) US 61/779,533（英語） - 米国仮特許出願（出願日：2013年3月13日）
  -  (PDF) PCT/US2013/037996（英語） - 国際特許出願（出願日：2014年4月24日、優先日：2012年4月24日）

### 検証論文
- Mei Kuen Tang, Lok Man Lo, Wen Ting Shi, Yao Yao, Henry Siu Sum Lee, Kenneth Ka Ho Lee (2014-05-08). Transient acid treatment cannot induce neonatal somatic cells to become pluripotent stem cells. F1000Research.（李嘉豪らの追試結果）
- Takaho A. Endo (2014-09-21). “Quality control method for RNA-seq using single nucleotide polymorphism allele frequency”. Genes to Cells.（遠藤高帆の遺伝子解析結果）

- 2015年9月、ネイチャーによる再検証論文のまとめがあった。7グループの133回の実験でも再現できなかったという[117][118][119][120][121]。

### 公開情報
- “Refined protocol for generating STAP cells from mature somatic cells.” (PDF) (2014年3月20日). 2014年10月23日閲覧。（機械的刺激を伴うハーバードのプロトコル）
- Charles A. Vacant, Koji Kojima (2014-09-03) (PDF), REVISED STAP CELL PROTOCOL. 09.03.14. 2014年10月23日閲覧。（訂正されたハーバードのプロトコル）
- “NGS 解析データの SHA1 チェックサム一覧”. 2014年10月14日閲覧。（著者らが公開していた遺伝子解析データの一覧）

### 報告書
- 研究論文の疑義に関する調査委員会 (2014年3月31日). “研究論文の疑義に関する調査報告書” (PDF).   理化学研究所. 2014年4月1日閲覧。
- CDB 自己点検検証委員会 (10 June 2014). CDB 自己点検の検証について (PDF) (Report). 理化学研究所. 2014年6月12日閲覧。
- 『STAP現象の検証結果について』（PDF）（プレスリリース）理化学研究所、2014年12月19日。2014年12月19日閲覧。
- 研究論文に関する調査委員会 (25 December 2014). 研究論文に関する調査報告書 (PDF) (Report). 理化学研究所. 2015年1月2日閲覧。
- 研究論文に関する調査委員会 (26 December 2014). 調査結果報告 (PDF) (Report). 理化学研究所. 2015年1月2日閲覧。